# Sala Nacional de Exposiciones
Sala Nacional de Exposiciones (auch Salarrué genannt) ist ein öffentliches Gebäude und Ausstellungshalle in San Salvador. Das Gebäude befindet sich im Gelände der Parkanlage Parque Cuscatlán.
Salarrué wurde 1934 erbaut und 1939 vom damaligen Präsidenten von El Salvador Maximiliano Hernández Martínez mit der ersten Ausstellung Malerei und Skulpturen bekannter salvadorianischer Künstler eröffnet.
Das Gebäude dient auch als Veranstaltungsort für Vorträge und Lesungen. Neben dem großen Saal befindet sich auch eine Kunstbibliothek und eine Werkstatt zur Restaurierung von Kunstwerken. Als Dauereinrichtung beherbergt es auch die Colección Nacional de Pintura y Escultura.